# Australentulus ravenalensis
Australentulus ravenalensis – gatunek pierwogonka z rzędu Acerentomata i rodziny Acerentomidae.

## Taksonomia
Gatunek opisany został w 1978 przez Jean François. Jego holotyp odłowiono w Angovokely (dystrykt Manjakandriana).

## Występowanie
Gatunek ten jest endemitem Madagaskaru, gdzie występuje w środkowej części wyspy.